# La Planète au trésor : Un nouvel univers
Série Classiques d'animation Disney
Lilo & Stitch
(2002) Frère des ours
(2003)
Pour plus de détails, voir Fiche technique et Distribution.
La Planète au trésor : Un nouvel univers ou La Planète au trésor au Québec  (Treasure Planet) est le 77e long-métrage d'animation et le 43e « Classique d'animation » des studios Disney, réalisé par Ron Clements et John Musker. Sorti en 2002, le film reprend le thème du roman de Robert Louis Stevenson L'Île au trésor (1881), en l'adaptant dans un univers steampunk et spatial.
C'est le premier film à sortir simultanément dans les salles de cinéma ordinaires et IMAX. S’il n'a rapporté au box-office que 109 millions de dollars dans le monde entier pour un budget de 140 millions de dollars, il a reçu des critiques généralement positives de la part de la presse et du public. Il a été nommé pour le meilleur film d'animation lors de la 75e cérémonie des Oscars, mais a été battu par Le Voyage de Chihiro (2001),,.

## Synopsis
Jim Hawkins est un jeune homme qui rêve d'aventure depuis tout petit. Un jour, un reptilien  gravement blessé atterrit près de l'auberge de sa mère et lui remet un drôle d'objet en forme de sphère avant de mourir. Il est bientôt suivi par une horde de pirates et Jim, sa mère et le docteur Doppler, un client de l'auberge et ami de la famille, sont obligés de s'enfuir. L'auberge est détruite. Jim découvre alors que la sphère est en fait la carte du « Butin de mille univers » du plus célèbre pirate de tous les temps, le capitaine Nathaniel Flint. Le docteur Doppler décide de monter une expédition pour retrouver cette planète.
Arrive le jour du départ. Jim monte en tant que mousse sur le RLS Héritage du capitaine Amélia ; il doit assister le cuisinier, John Silver, un cyborg. Une relation paternelle va se créer entre ces deux personnages, Jim Hawkins comblant le manque affectif causé par l’abandon de son père. Mais Jim va bientôt s'apercevoir que celui-ci est à la tête d'une mutinerie pour récupérer le trésor.

## Fiche technique
- Titre original : Treasure Planet
- Titre français : La Planète au trésor : Un nouvel univers
- Titre québécois : La Planète au trésor
- Réalisation : Ron Clements et John Musker
- Scénario : Ron Clements, John Musker, Rob Edwards, Kaan Kalyon, Mark Kennedy, Sam Levine, Donnie Long, Frank Nissen, Ken Harsha, Barry Johnson, Terry Rossio et Ted Elliott, d'après le roman L'Île au trésor (Treasure Island) de Robert Louis Stevenson
- Musique : James Newton Howard
- Production : Peter Del Vecho (associé)
- Société de production : Walt Disney Pictures
- Société de distribution : Buena Vista Pictures Distribution (Etats-Unis), Gaumont Buena Vista International (France)
- Budget : 140 millions de dollars
- Pays :  États-Unis
- Langue originale : anglais
- Format : Couleurs - 35 mm - 1,66:1 - Dolby Digital - SDDS - DTS
- Durée : 95 minutes
- Dates de sortie : 
  - États-Unis : 5 novembre 2002
  - France : 27 novembre 2002[5]

## Distribution

### Voix originales
- Joseph Gordon-Levitt : Jim Hawkins
- Austin Majors : Jim enfant
- Martin Short : Ben, le robot
- Brian Murray : John Silver
- Emma Thompson : Capitaine Amelia
- David Hyde Pierce : Dr. Delbert Doppler
- Roscoe Lee Browne : Mr. Arrow
- Michael Wincott : Skroop
- Patrick McGoohan : Billy Bones
- Laurie Metcalf : Sarah Hawkins
- Scott Bakula : Leland Hawkins
- Dane A. Davis : Morph
- Tony Jay : narrateur

### Voix françaises
- David Hallyday : Jim Hawkins
- Gwenvin Sommier : Jim enfant
- Jacques Frantz : John Silver
- Michèle Laroque : Capitaine Amélia
- Bernard Alane : Dr Delbert Doppler
- Loránt Deutsch : Ben, le robot
- Ninou Fratellini : Sarah Hawkins
- Igor De Savitch : M. Arrow
- Pascal Renwick : Scroop
- Patrick Messe : Billy Bones
- Jean Topart : le narrateur
- Gérard Surugue : La Lorgnette
- Marc Alfos : Brigadier #1 et la tête du pirate sans-tête
- Bruno Dubernat : Brigadier #2
- Gilbert Lévy : le corps du pirate sans-tête
- Régine Teyssot : la créature à deux pattes
- Michel Vigné : Hands
- Mathieu Buscatto : M. Tourbillon
- Jean Barney, Nassim Belounis, Patrice Bertrand, Claire Conty, Jean-Claude de Goros, Paulette Frantz, Sylvie Levy, Marc Moro, Patrice Paris, Jean-Pierre Rigaux : voix additionnelles

### Voix québécoises
- Martin Watier : Jim Hawkins
- Laurent-Christophe De Ruelle : Jim enfant
- Sébastien Dhavernas : Ben, le robot
- Vincent Davy : John Silver
- Élise Bertrand : Capitaine Amélia
- Alain Zouvi : Dr. Doppler
- Yves Corbeil : M. Arrow
- Benoît Marleau : Scroop
- Hubert Fielden : Billy Bones
- Hélène Mondoux : Sarah Hawkins
- Gilbert Lachance : Leland Hawkins
- Edgar Fruitier : narrateur
- Denis Roy : Hands
- Manuel Tadros : Onus
- Pierre Chagnon : Pirate tête
- Hubert Gagnon : un pirate
- François L'Écuyer : un pirate
- Xavier Dolan : le jeune extraterrestre
- José Paradis : soliste

## Chansons du film
- Un homme libre VF / Je suis là VFQ (I'm Still Here VO) - David Hallyday (VF) / José Paradis (VFQ) / John Rzeznik (VO)
- Always Know Where You Are - BB Mak
- Un homme libre (reprise) - Générique de fin

## Production

### Personnages
- James Pléiade Hawkins aka Jim : Jim, ou encore Jimbo, est un jeune garçon rebelle et casse-cou. Brun et arborant une boucle d'oreille, il aime conduire des surfs solaires et rêve d'aventure. Quand il était plus jeune, il était passionné d'histoires de pirates, notamment celle du capitaine Flint et de sa fameuse « planète au trésor ». Il vit avec sa mère, qui doit tenir seule son auberge, le père de Jim ayant quitté le foyer longtemps avant. Jim déçoit sa mère par son comportement, lequel lui a valu de multiples arrestations par la police spatiale. Doué et aventureux, il ne se fait pas à la condition de mousse qui lui est imposée et est vite remarqué par John Silver envers lequel il finit par ressentir une affection quasi-filiale. Il revient glorieux de son expédition, devenu un modèle de réussite à force de courage et de volonté.

- B.E.N. : Ami de Jim, robot déjanté et maladroit, il contribue avec Morph au comique du film. Rencontré sur la planète au trésor, il est le seul témoin restant connaissant la cachette du trésor, mais a perdu sa carte mémoire et ne se souvient plus des pièges qui attendent les protagonistes de l'histoire. Il a autrefois fait partie de l'équipage du capitaine Flint, et a notamment participé à la cache du légendaire trésor… mais Flint, peu avant sa mort, a arraché la carte mémoire de sa tête et l'a laissé errer sur la planète.

- Long John Silver : Cyborg mystérieux, il s'engage à bord du navire de l'expédition de Jim sous la couverture d'un simple cuisinier. Il se révèle en fait être  le meneur d'une mutinerie visant à s'emparer du trésor une fois la planète découverte par le Capitaine Amélia, tous les membres de l'équipage engagés pour le voyage étant des pirates à ses ordres. Partagé entre sa soif de richesses et son affection pour Jim, il finit par sauver la vie de ce dernier et lui donner la moitié de sa bourse pour qu'il reconstruise son auberge - l'aventure a fini d'établir que, pour lui, le principal est la liberté et la richesse n'était qu'une manière d'y arriver. Le personnage mêle animation 3D et 2D. Contrairement aux autres versions de Long John Silver, il n'est pas révélé s'il était membre de l'équipage du Capitaine Flint et n'est pas non plus à l'origine de la mort de Mr Arrow.

- Capitaine Amélia : Femme mi-félin mi-humaine, séduisante mais droite et extrêmement professionnelle, elle était proche d'Arrow, son second, avant que celui-ci ne meure tragiquement à cause du mutin Scroop. Initialement dédaigneuse envers le Docteur et Jim, elle leur reconnaît rapidement des qualités - surtout au Docteur, dont elle finit par tomber amoureuse. Elle lui a fait quatre enfants à la fin du film, dont des filles triplées lui ressemblant et un plus jeune garçon tenant davantage de son père.

- Docteur Doppler : Créature cynocéphale humanoïde, il s'inscrit dans la droite ligne des personnages de Disney amusants et sympathiques, tout comme le Capitaine Amélia pour qui il nourrit des sentiments. Cultivé et aisé, il finance l'expédition mais, assez ignorant de la "vraie" vie, il enchaîne initialement les gaffes. Rapidement aguerri pendant le voyage, il fait preuve d'un sang-froid surprenant en cas de coup dur et s'avère être un tireur plutôt habile.

- Morph : Morphy est une petite créature polymorphe rose. Sympathique mais espiègle, il peut prendre l'apparence d'objets voire de personnes et ne possède pas de langage articulé, il sait cependant répéter ce qu'il entend de la part des autres personnages, à la manière d'un perroquet. « Animal » de compagnie de John Silver, Morph est confié à Jim au retour de l'expédition.

- Scroop : Membre de l'équipage mutin du RMS Héritage, il est motivé par l'or et déteste Jim Hawkins ainsi que tous ses amis. Il est sans cesse en conflit avec John Silver, qu'il estime être trop sentimental vis-à-vis de Jim, et n'hésite pas à tuer Arrow en attirant le déshonneur sur Jim, accusé à sa place. Dangereux, sadique et cruel, Scroop est finalement le principal méchant du film, dès lors que John Silver est repenti.

## Accueil

### Accueil critique
Le film est accueilli favorablement par la critique[réf. nécessaire]

### Box-office
Le film est un des plus gros échecs au box-office. C'est un échec financier avec moins de 110 millions de $ de recettes engendrés après son exploitation en salles sur un budget de 140 millions de $[réf. nécessaire].